# Marek Pistora
Marek Pistora (* 18. září 1973 Praha) je český grafický designér, typograf a tvůrce písma.

## Život
Studoval SUŠ Václava Hollara v Praze, v letech 1994–2000 pokračoval ve studiu na pražské VŠUP v Ateliéru knižní grafiky a písma u Jana Solpery.

## Dílo

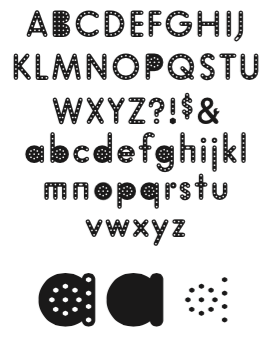
Písmo Merkur (2004)

Vytvořil přes třicet návrhů abeced, např. Sparta (1995), Pix (1996), Recorder (1998), Micron (2000), Teg (2001) aj. Roku 1995 realizoval písmo Merkur (dnes prodávané písmo lijnou Briefcase), za které získal cenu Le concours d’affiches. Působil jako designér v časopise Živel, pro který navrhl řadu abeced. Jedním z nich je písmo Vafle, původně z roku 1997 (dnes rovněž prodávané písmolijnou Briefcase). Společně s Tomášem Brousilem se podílel na návrhu písma Novatica (2007) pro televizi Nova. Mezi lety 2001–2008 byl výtvarným ředitelem týdeníku Reflex, pro který ve spolupráci s Alešem Najbrtem (tvůrcem původních návrhů písma z roku 1990) dokončil a zdigitalizoval stejnojmennou abecedu. Je členem TypoDesignClubu a od roku 2011 spolupracuje s českým grafickým studiem Najbrt.